# 1. ŽNL Koprivničko-križevačka 2015./16.
Ovaj članak je podtema članka: 5. rang HNL-a 2015./16.

1. ŽNL Koprivničko-križevačka je predstavljala prvi stupanj županijske lige u Koprivničko-križevačkoj županiji,  te ligu petog stupnja hrvatskog nogometnog prvenstva u sezoni 2015./16. 
 
Sudjelovalo je 14 klubova, a prvak je bio "Tehničar 1974" iz Cvetkovca. 

## Sustav natjecanja
14 klubova je igralo dvokružnu ligu (26 kola). 

## Ljestvica
| mj. | klub                      | ut. | pob. | ner. | por. | gol+ | gol- | bod     |
| --- | ------------------------- | --- | ---- | ---- | ---- | ---- | ---- | ------- |
| 1.  | Tehničar 1974 Cvetkovec   | 26  | 19   | 6    | 1    | 110  | 17   | 63      |
| 2.  | Križevci                  | 26  | 14   | 9    | 3    | 72   | 20   | 51      |
| 3.  | Graničar Legrad           | 26  | 15   | 4    | 7    | 39   | 25   | 48 (-1) |
| 4.  | Drava Novigrad Podravski  | 26  | 13   | 6    | 7    | 45   | 34   | 45      |
| 5.  | Mladost Kloštar Podravski | 26  | 14   | 2    | 10   | 55   | 49   | 44      |
| 6.  | Osvit Đelekovec           | 26  | 9    | 11   | 6    | 45   | 29   | 38      |
| 7.  | Tomislav Sveti Ivan Žabno | 26  | 10   | 4    | 12   | 43   | 44   | 34      |
| 8.  | Fugaplast Gola            | 26  | 8    | 9    | 9    | 42   | 51   | 33      |
| 9.  | Mladost Molve             | 26  | 10   | 3    | 13   | 36   | 47   | 33      |
| 10. | Sloga Koprivnički Ivanec  | 26  | 9    | 2    | 15   | 37   | 55   | 29      |
| 11. | Prekodravac Ždala         | 26  | 7    | 6    | 13   | 32   | 59   | 27      |
| 12. | Bratstvo Kunovec          | 26  | 7    | 5    | 14   | 33   | 52   | 26      |
| 13. | Panonija Peteranec        | 26  | 5    | 3    | 18   | 30   | 89   | 18      |
| 14. | Drava Podravske Sesvete   | 26  | 4    | 6    | 16   | 27   | 75   | 18      |

## Rezultatska križaljka
| kratica | klub                      | BRA | DRANP | DRAPS | FUG | GRA | KRI | MLAKP | MLAM | OSV | PAN | PRE | SLO | TEH | TOM |
| --- | ------------------------- | --- | ----- | ----- | --- | --- | --- | ----- | ---- | --- | --- | --- | --- | --- | --- |
| BRA | Bratstvo Kunovec          |     |       |       |     |     |     |       |      |     |     |     |     |     |     |
| DRANP | Drava Novigrad Podravski  |     |       |       |     |     |     |       |      |     |     |     |     |     |     |
| DRAPS | Drava Podravske Sesvete   |     |       |       |     |     |     |       |      |     |     |     |     |     |     |
| FUG | Fugaplast Gola            |     |       |       |     |     |     |       |      |     |     |     |     |     |     |
| GRA | Graničar Legrad           |     |       |       |     |     |     |       |      |     |     |     |     |     |     |
| KRI | Križevci                  |     |       |       |     |     |     |       |      |     |     |     |     |     |     |
| MLAKP | Mladost Kloštar Podravski |     |       |       |     |     |     |       |      |     |     |     |     |     |     |
| MLAM | Mladost Molve             |     |       |       |     |     |     |       |      |     |     |     |     |     |     |
| OSV | Osvit Đelekovec           |     |       |       |     |     |     |       |      |     |     |     |     |     |     |
| PAN | Panonija Peteranec        |     |       |       |     |     |     |       |      |     |     |     |     |     |     |
| PRE | Prekodravac Ždala         |     |       |       |     |     |     |       |      |     |     |     |     |     |     |
| SLO | Sloga Koprivnički Ivanec  |     |       |       |     |     |     |       |      |     |     |     |     |     |     |
| TEH | Tehničar 1974 Cvetkovec   |     |       |       |     |     |     |       |      |     |     |     |     |     |     |
| TOM | Tomislav Sveti Ivan Žabno |     |       |       |     |     |     |       |      |     |     |     |     |     |     |
| |                           |     |       |       |     |     |     |       |      |     |     |     |     |     |     |
| podebljan rezultat - utakmice od 1. do 13. kola (1. utakmica između klubova) rezultat normalne debljine - utakmice od 14. do 26. kola (2. utakmica između klubova) rezultat nakošen - nije vidljiv redoslijed odigravanja međusobnih utakmica iz dostupnih izvora rezultat smanjen * - iz dostupnih izvora nije uočljiv domaćin susreta prekrižen rezultat - poništena ili brisana utakmica p - utakmica prekinuta 3:0 p.f. / 0:3 p.f. - rezultat 3:0 bez borbe n.i. - nije igrano |                           |     |       |       |     |     |     |       |      |     |     |     |     |     |     |

 Izvori:

## Vanjske poveznice
- ns-kckz.hr, Nogometni savez Koprivničko-križevačke županije